# Fornvännen
Fornvännen är en svensk vetenskaplig tidskrift inom arkeologi och äldre konsthistoria. Ges ut av Kungl. Vitterhetsakademien i samarbete med Statens Historiska museer. Den har bland annat Nordens största recensionsavdelning på området. Artiklarna är skrivna på nordiska språk, engelska eller tyska med sammanfattningar på engelska. Tidskriften kommer ut med fyra häften per år.
Fornvännen började ges ut av Vitterhetsakademien år 1906 och ersatte då Vitterhetsakademiens Månadsblad och Svenska Fornminnesföreningens Tidskrift. En skannad och OCR-tolkad webbversion i fulltext av tidskriftens första 100 årgångar sjösattes i november 2007. 
Från och med mars 2009 är Fornvännen en Open Access-tidskrift vars webbversion publiceras sex månader efter varje nummer på papper. Tidskriften tillgängliggörs digitalt av Vitterhetsakademiens och Riksantikvarieämbetets bibliotek, via portalen DiVA. 
Fornvännens redaktionsgrupp består av en huvudredaktör, en redaktionssekreterare samt av minst ytterligare tre redaktörer varav en är utsedd av Statens Historiska Museer. Nuvarande huvudredaktör är Mats Roslund, professor vid institutionen för arkeologi och antik historia, Lunds universitet. Redaktionen använder sig av double blind peer review för artikelmanus.

## Några tidigare redaktörer
- Emil Eckhoff 1906-23
- Sigurd Curman 1925-46
- Mårten Stenberger 1947-52
- Erik Bohrn 1953-1965
- Ingrid Swartling 1966-72
- Bo Gräslund 1966-72
- Åke Hyenstrand 1972-75
- Lars O Lagerqvist 1972-75
- Göran Tegnér 1975-2016
- Jan Peder Lamm 1976-2016
- Torgny Säve-Söderberg 1976-85
- Gustaf Trotzig 1997-2007
- Martin Rundkvist 1999-2018
- Elisabet Regner 2007-19
- Lars Larsson 2008-16